# 汤姆·摩尔
湯瑪士·「湯姆」·摩爾 (英語：Thomas "Tomm" Moore，1977年1月7日—) 是一位北爱尔兰動畫師、导演和漫畫家。他是位于爱尔兰基尔肯尼的动画工作室Cartoon Saloon的合伙人。他执导的动画片《凯尔经的秘密》（2009年）、《海洋之歌》（2014年）、《狼行者》（2020年）都获得了奥斯卡最佳动画长片提名。《凯尔经的秘密》、《海洋之歌》、《狼行者》被並稱為「愛爾蘭民間傳說三部曲」。

## 生平
摩尔生于北爱尔兰纽里，為歌手兼詞曲創作者基蘭·高斯的姪甥。小时候随家人移居爱尔兰基尔肯尼。在都柏林的巴利弗莫特進步教育學院学习动画。
摩尔於1999年開始參與電視動畫製作，自1990年代中期起與身為陶藝家的麗希洛特·奧洛夫森（英語：Liselott Olofsson）交往，兩人婚後育有一子班（英語：Ben） 。
摩爾後來與Cartoon Saloon工作團隊參與了細田守的動畫電影《龍與雀斑公主》的背景製作，這部電影於2021年的第74屆坎城影展首映，並獲得第49屆安妮獎的五項獎項提名。

## 作品列表

### 電影
| 年份 | 標題                     | 導演 | 監製 | 編劇 | 其他 | 附註            |
| ---- | ------------------------ | ---- | ---- | ---- | ---- | --------------- |
| 2009 | 《凱爾經的秘密》         | 是   | 是   | 是   | 是   | 兼角色設計      |
| 2014 | 《海洋之歌》             | 是   | 是   | 是   |      |                 |
| 2014 | 《先知》                 | 是   |      |      |      | 片段（On Love） |
| 2017 | 《养家之人》             |      | 是   |      |      |                 |
| 2020 | 《狼行者》               | 是   | 是   |      |      |                 |
| 2021 | 《艾摩與小飛龍的奇遇記》 |      | 是   |      |      |                 |
| 2023 | 《發明家》               | 是   |      |      |      |                 |

### 電視
| 年份      | 標題                        | 監製 | 其他 | 附註               |
| --------- | --------------------------- | ---- | ---- | ------------------ |
| 1999      | 《山楂樹下》                |      | 是   | 電視電影；美術指導 |
| 2015–2016 | 《歡樂海鸚島》              | 是   |      | 兼聯合創作者       |
| 2015      | Eddie of the Realms Eternal | 是   |      |                    |